# Lypha brimleyi
Lypha brimleyi là một loài ruồi trong họ Tachinidae.